# Tổ tiên chung phổ quát cuối cùng

Cây phát sinh chủng loại năm 1990 liên kết tất cả các nhóm lớn của dạng sống với LUCA, dựa trên dữ liệu chuỗi RNA ribosome

Tổ tiên chung phổ quát cuối cùng (tiếng Anh: Last Universal Common Ancestor; viết tắt: LUCA) là quần thể gần đây nhất mà mọi sinh vật hiện đang tồn tại trên Trái Đất được bắt nguồn – nói cách khác chính là tổ tiên chung gần đây nhất của tất cả các dạng sống trên Trái Đất. Lưu ý rằng LUCA không phải dạng sống đầu tiên trên Trái Đất, mà là dạng sống muộn nhất phát sinh tất cả các loài sinh vật hiện nay.

## Bối cảnh lịch sử

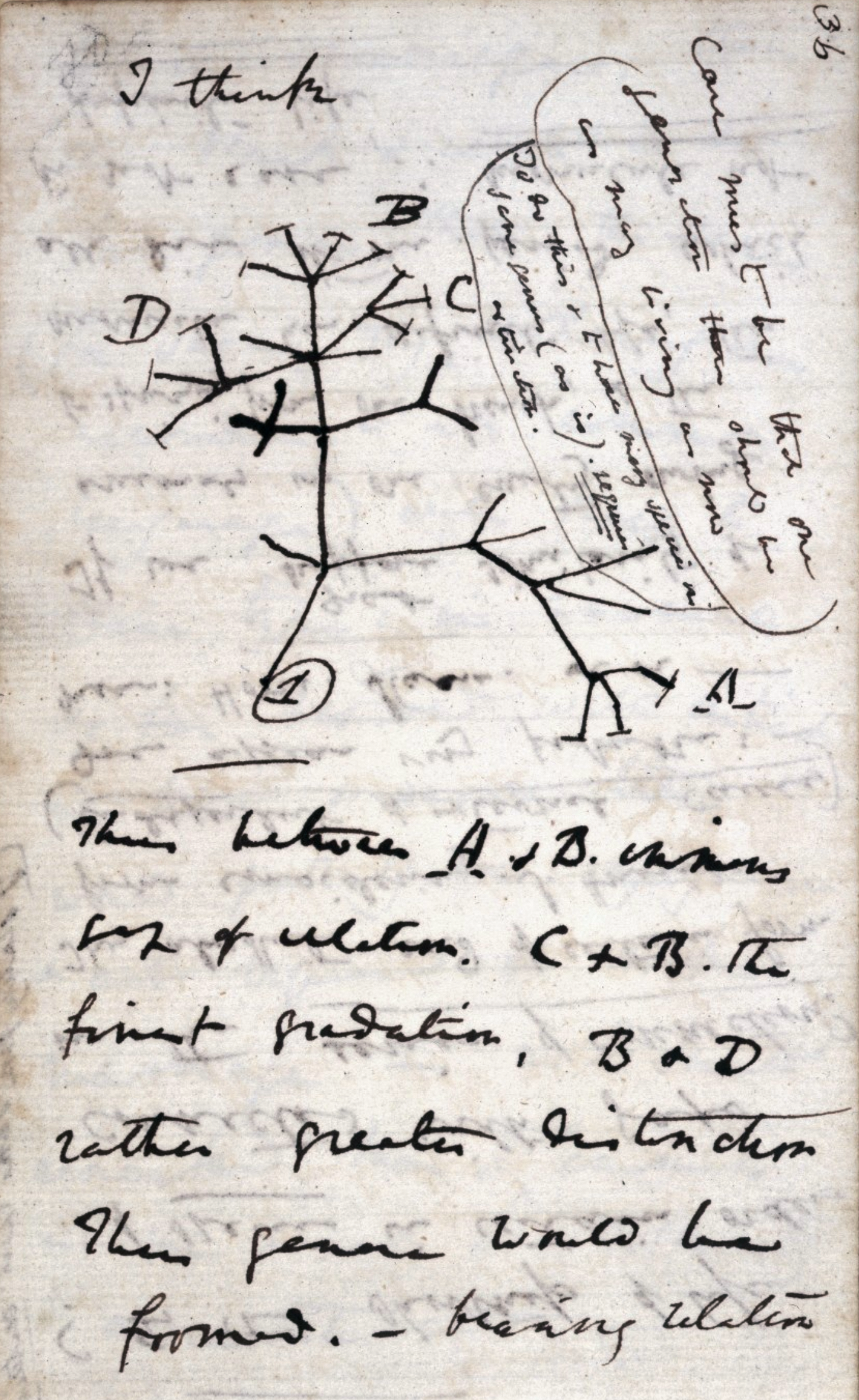
Cây sự sống, ví dụ trong cuốn sổ tay của Charles Darwin khoảng tháng 7 năm 1837, ngụ ý một tổ tiên chung của các sinh vật ở gốc rễ (đánh số "1").

Cây phát sinh chủng loại trong sinh học minh họa trực tiếp cho ý tưởng phát sinh từ chung một tổ tiên của tiến hóa. Jean-Baptiste Lamarck từng sơ thảo một cây sự sống trong tác phẩm Philosophie zoologique của ông vào năm 1809. Charles Darwin về sau đề xướng học thuyết nổi tiếng hơn trong cuốn Nguồn gốc các loài vào năm 1859, giả thiết sự tồn tại của tổ tiên chung dựa trên thuyết tiến hóa: "Vì vậy nên tôi suy đoán theo loại suy rằng, rất có thể tất cả các sinh vật từng sinh sống trên Trái Đất đều là những hậu duệ của một dạng uyên nguyên, qua đó mà sự sống đã thở những hơi thở đầu tiên." Ông tái khẳng định lập trường của mình ở cuối cuốn sách, phát biểu rằng:
"Có một sự kì vĩ nhất định trong quan điểm này về sự sống, theo nhiều khả năng của nó, ban đầu thành một ít dạng sinh vật mới hoặc thành một dạng sinh vật ..."
Thuật ngữ "Last universal common ancestor" hay "LUCA" được sử dụng lần đầu vào những năm 1990 để chỉ dạng sinh vật uyên nguyên giả định như thế.

## Suy đoán về các đặc điểm của LUCA
Năm 2016, Madeline C. Weiss và đồng sự đã phân tích di truyền 6,1 triệu gen mã hóa protein và 286.514 cụm protein từ bộ gen được giải trình tự của sinh vật nhân sơ đại diện cho nhiều cây phát sinh chủng loại, và đã nhận dạng được 355 cụm protein có lẽ hiện diện ở LUCA. Kết quả "mô tả LUCA là sinh vật kị khí, cố định CO2, lệ thuộc H2 với một đường dẫn Wood–Ljungdahl (đường dẫn acetyl-coenzyme A tối giản), cố định N2 và rất ưa nhiệt. Hóa sinh của LUCA tràn đầy các cụm FeS và các cơ chế phản ứng tự do." Các đồng yếu tố cũng biểu lộ "sự lệ thuộc vào kim loại chuyển tiếp, flavin, S-adenosyl methionine, coenzyme A, ferredoxin, molybdopterin, corrin và seleni. Mã di truyền của nó chứa các biến thể nucleoside và các methyl hóa lệ thuộc S-adenosylmethionine." Cụ thể hơn, điều này chỉ ra rằng các clostridium thải methane trong môi trường nghèo oxy là dạng nguyên thủy, nằm gần gốc cây phát sinh chủng loại trong số 355 dòng dõi protein được nghiên cứu, và rằng LUCA có lẽ sinh sống quanh một miệng phun thủy nhiệt yếm khí trong môi trường địa hóa cực kì năng động, giàu H2, CO2, và sắt, 
nơi nước đại dương tiếp xúc với các dòng magma ở thềm đại dương.